# Miłość Dantego
Miłość Dantego (oryg. Dantis Amor) – nieukończony obraz Dantego Gabriela Rossettiego z 1860 roku, zaprojektowany jako część tryptyku poświęconego ukochanej poety Dantego Alighieri – Beatrycze Portinari, który miał ozdobić mebel zamówiony przez Williama Morrisa. Ta część tryptyku przedstawia anioła lub upersonifikowaną Miłość, stojącą pomiędzy wyobrażeniami twarzy Chrystusa i Beatrycze.

## Okoliczności powstania
Miłość Dantego miała być centralnym elementem tryptyku, mającego zdobić mebel (stanowiący połączenie szafy z ławą) wykonany przez stolarza Henry'ego Price'a na zamówienie Williama Morrisa. Mebel ten miał znajdować się w nowym domu zamawiającego i jego żony Jane Burden na Red Lion Square w Londynie. W 1859 Rossetti podarował parze w prezencie ślubnym dwie pierwsze części tryptyku (ukazujące Beatrycze na ziemi i w raju), natomiast w październiku 1860 rozpoczął pracę nad Miłością Dantego (mebel znajdował się już wtedy w domu Morrisa Red House w Bexleyheath). Nie ukończył jej wtedy i do pracy powrócił w 1863 roku. Elementem, który został na obrazie umieszczony jako ostatni, była personifikacja Miłości. Niektórzy uczeni uważają, że w końcowej fazie tworzenia obrazu pracował nad nim nie Rossetti, ale jego asystenci.
W 1865 roku obraz znalazł się ponownie w pracowni Rossettiego. Malarz oprawił go wtedy w zaprojektowaną przez siebie ramę i sprzedał Ernestowi Gambart. W 1920 roku został podarowany muzeum Tate Britain, gdzie umieszczony jest współcześnie.

## Inne wersje

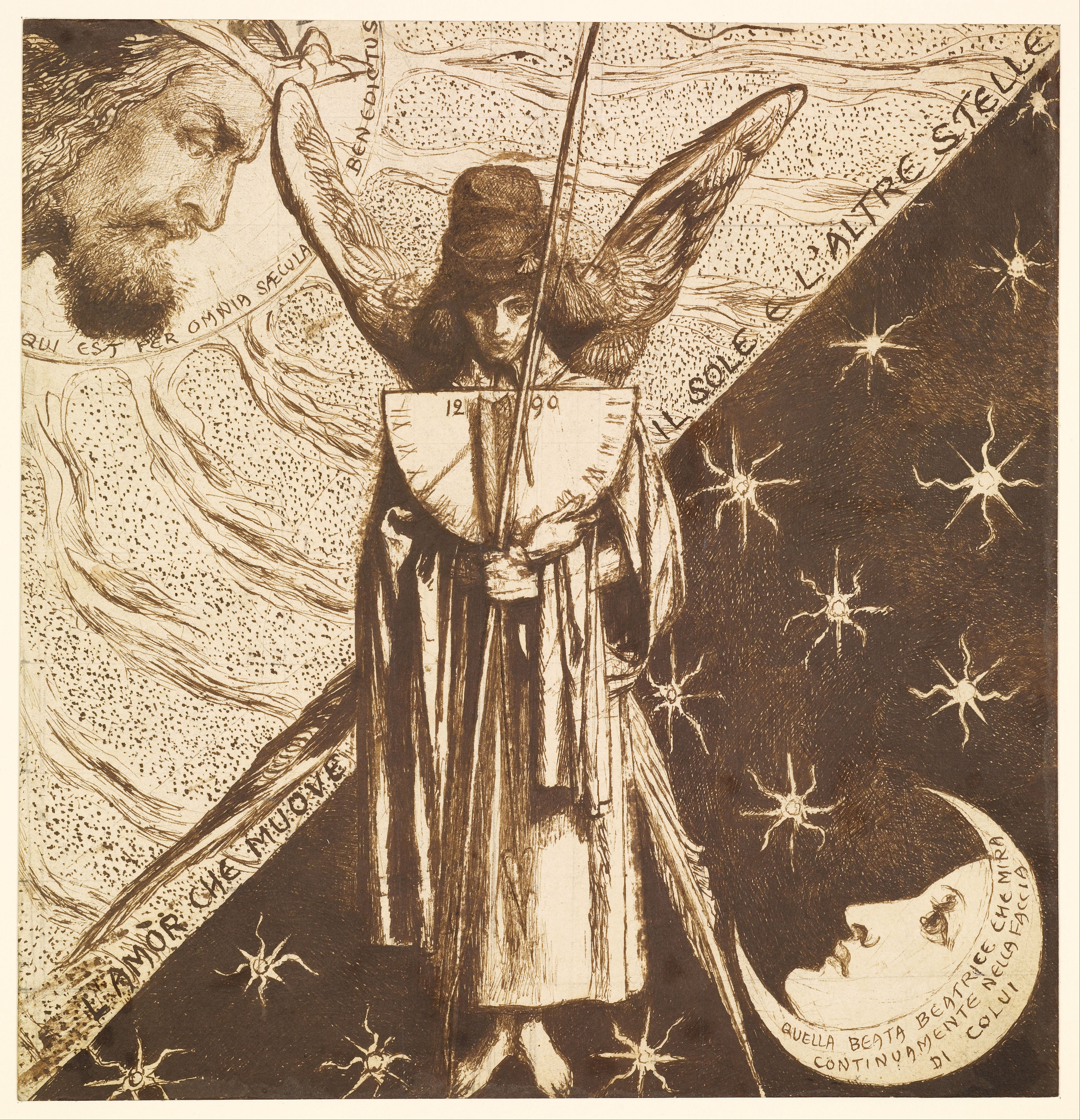
Rysunek z 1860 roku

Chociaż obraz nie został całkowicie ukończony, jego pełna wersja znana jest z rysunku brązowym tuszem, wykonanym prawdopodobnie w okolicach końca 1860 roku. Przedstawia on Miłość, trzymającą zegar słoneczny z datą śmierci Beatrycze (godzina dziewiąta, 12 czerwca 1290 roku); znajdują się też na nim dwa cytaty z Vita Nuova (wokół głowy Beatrycze i głowy Chrystusa) i jedna z Boskiej komedii (na ukośnej linii przecinającej obraz). Rysunek jest obecnie przechowywany w Birmingham City Museum and Art Gallery.
Szkic ołówkiem do Miłości Dantego Rossetti zamieścił na odwrocie obrazu The Gate of Memory. Nie wiadomo jednak kiedy szkic ten powstał, być może było to w 1871 roku. Szkic ten również przechowywany jest w muzeum w Birmingham.

## Opis obrazu
Miłość Dantego miała znajdować się pomiędzy obrazami przedstawiającymi ziemską i niebiańską Beatrycze oraz miała obrazować śmierć ukochanej Dantego.  Obraz nawiązywał też do ostatniego zdania Boskiej komedii – L'Amor che muove il sole e l'altre stelle (w przekładzie Edwarda Porębowicza – Miłość, co wprawia w ruch słońce i gwiazdy) oraz końcowego fragmentu Vita Nuova –quella beata Beatrice che mira continualmente nella faccia di colui qui est per omnia seacula benedictus (w przekładzie Gustawa Ehrenberga  błogosławionej Beatrycy, która twarzą w twarz ogląda Tego, który jest per omnia saecula benedictus).
Obraz przedzielony jest przekątną linią. Tłem prawej części są promienie słoneczne, rozchodzące się z umieszczonej w lewym górnym rogu i reprezentującej słońce, głowy Chrystusa. Spojrzenie Jezusa skierowane jest w prawy dolny róg obrazu, gdzie znajduje się wpisana w księżyc twarz Beatrycze, umieszczona na tle gwiazd. Pośrodku obrazu znajduje się postać anioła czy też spersonifikowanej Miłości. Postać ta trzyma w prawej ręce zegar słoneczny (dzięki rysunkowi z Birmingham wiadomo, że miała być na nim umieszczona data śmierci Beatrycze), w lewej natomiast łuk i strzały.
Obraz praktycznie pozbawiony jest głębi. Rossetti wykorzystał w nim intensywne barwy. Postacie przedstawione są szczegółowo i realistycznie, tło natomiast jest schematyczne.